# Guam National Guard

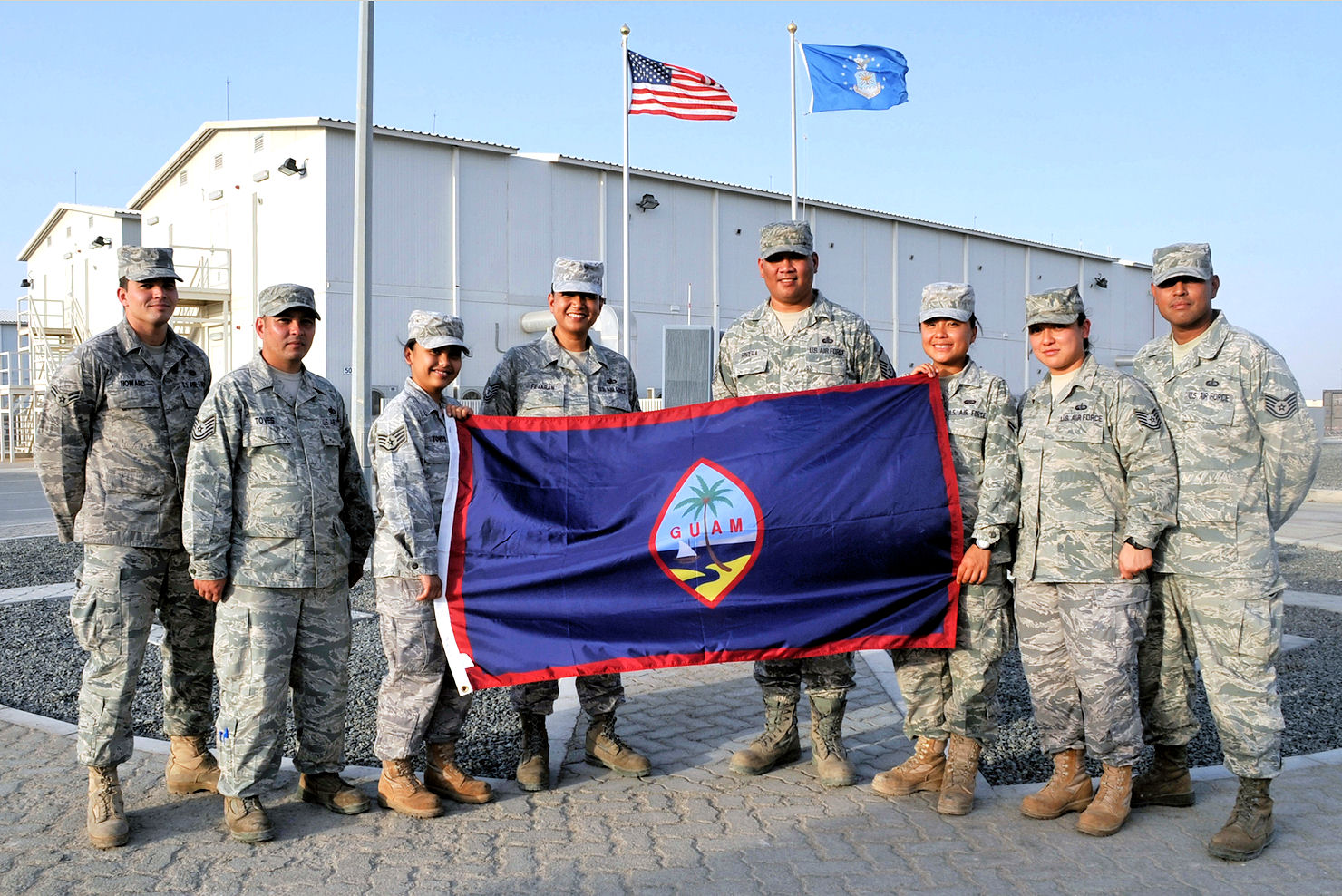
Soldaten der 254th Force Support Squadron auf der Al Dhafra Air Base, UAE

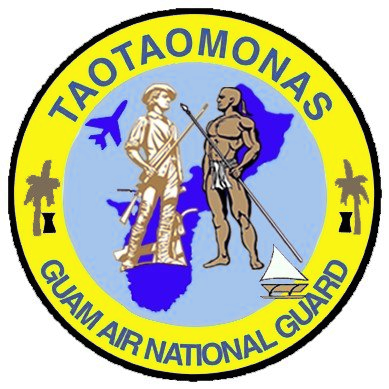
Roundel der Guam National Guard

Die Guam National Guard des US-Territoriums Guam besteht unter diesem Namen seit 1980 und ist Teil der im Jahr 1903 aufgestellten Nationalgarde der Vereinigten Staaten (akronymisiert USNG) und somit auch Teil der zweiten Ebene der militärischen Reserve der Streitkräfte der Vereinigten Staaten.

## Organisation
Die Mitglieder der Nationalgarde sind freiwillig Dienst leistende Milizsoldaten, die der Gouverneurin von Guam Lou Leon Guerrero unterstehen. Die Nationalgarden der Bundesstaaten und -territorien sind seit 1903 bundesgesetzlich und institutionell eng mit der regulären Armee (und Luftwaffe) verbunden, so dass unter bestimmten Umständen mit Einverständnis des Kongresses die Bundesebene auf sie zurückgreifen kann. Bei Einsätzen auf Bundesebene ist der Präsident der Vereinigten Staaten Commander-in-Chief. Adjutant General of Guam ist seit 2019 Major General (GU) Esther Aguigui.
Die Guam National Guard besteht aus den beiden Teilstreitkraftgattungen des Heeres und der Luftstreitkräfte, namentlich der Army National Guard und der Air National Guard. Die Guam Army National Guard hatte 2017 eine Personalstärke von 1092, die Guam Air National Guard eine von 355, was eine Personalstärke von gesamt 1447 ergibt.

## Geschichte
Die Guam National Guard führt ihre Wurzeln auf 1771 unter spanischer Kolonialverwaltung aufgestellte Milizverbände zurück, die 1885 aufgelöst wurden. Im Spanisch-Amerikanischen Krieg wurde Guam am 21. Juni 1898 ohne Blutvergießen von US-Truppen erobert. In Guam wurde erst am 25. März 1917 unter U.S. Naval Governor Roy C. Smith wieder eine Miliz, die Guam Militia aufgestellt. Am 8. Dezember 1941, kurz nach dem Angriff auf Pearl Harbor, wurde Guam von den Japanern angegriffen und erobert. Die Guam Militia verlor dabei sechs ihrer Freiwilligen. Mit der Landung amerikanischer Truppen am 21. Juli begann die zweite Schlacht um Guam, die am 10. August mit dem Sieg der US-Streitkräfte endete, nachdem die japanischen Verteidiger fast drei Wochen lang erbitterten Widerstand geleistet hatten. 1950 stellte Gouverneur Carlton Skinner die Guam Militia wieder auf. 1980 wurde aus der Guam Militia die Guam National Guard gegründet.

## Einheiten
- Joint Force Headquarters Guam in Barrigada

Guam Army National Guard
- Army National Guard Element
  - 473rd Judge Advocate General Detachment

- 1st Battalion, 294th Infantry Regiment
  - Headquarters & Headquarters Company
  - A Company
  - B Company
  - C Company
  - D Company
  - Detachment 2, Headquarters & Headquarters Battery, 1st Battalion, 487th Field Artillery Regiment

- 105th Troop Command
  - H Company, 29th Brigade Support Battalion
  - 1224th Engineer Company
  - 721st Army Band
  - Detachment 2, D Company, 1st Battalion, 224th Aviation Regiment

- 203rd Regiment — Multi-Functional Training Regiment (Regional Training Institute)
- 94th Civil Support Team
- Recruiting and Retention Battalion
- Medical Detachment

Guam Air National Guard
- 254th Air Base Group